# Freiherr-vom-Stein-Allee 7 (Weimar)

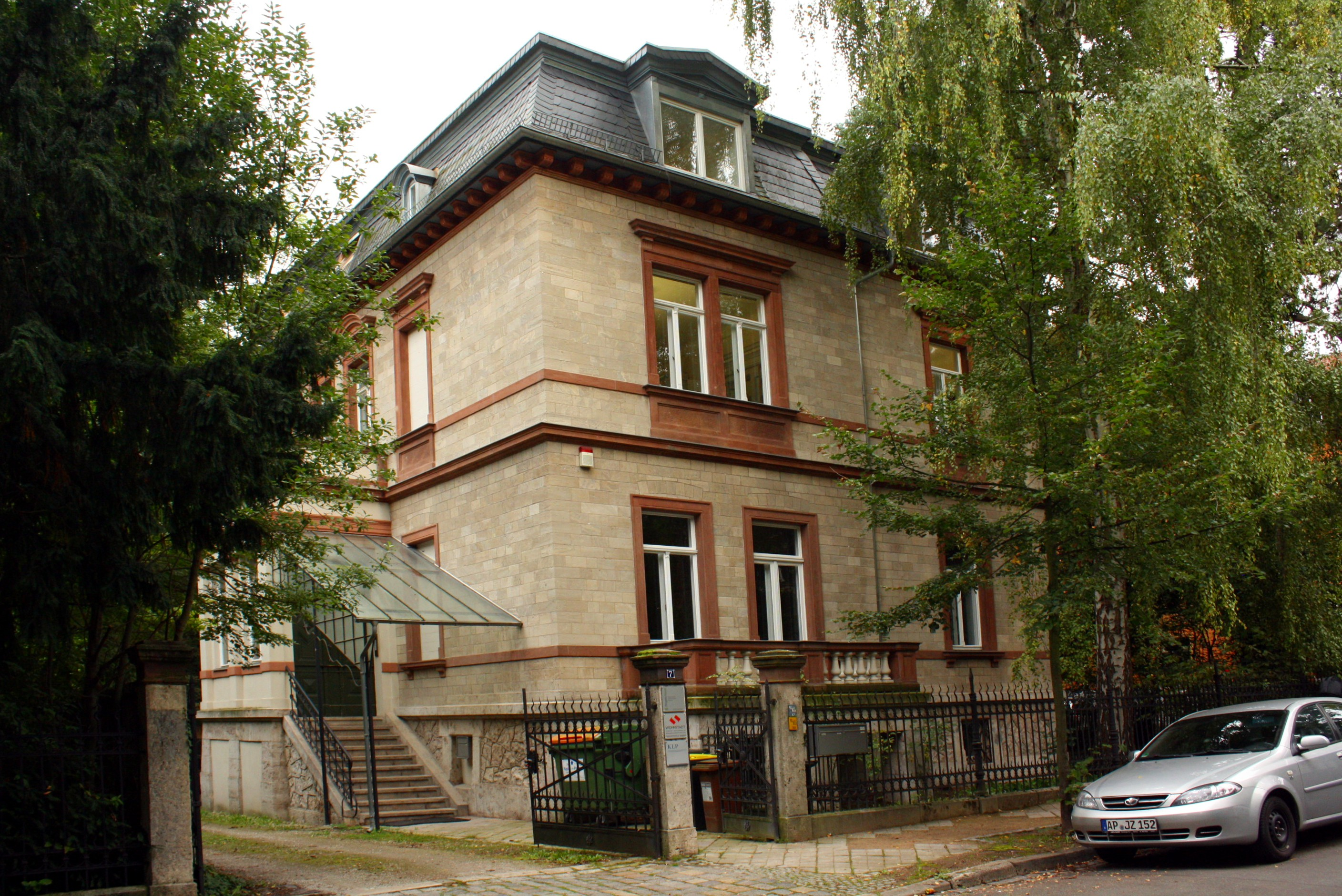
Freiherr-vom-Stein-Allee 7

Das Haus Freiherr-vom-Stein-Allee 7 ist eine Villa in Weimar.

## Geschichte und Beschreibung
Bauherr war der Weimarer Bauunternehmer Karl Paulin. Die 1893 entstandene Villa im Stil der Neorenaissance entwarf Hugo Weiß. Fünf Jahre später erfolgte im Jahre 1898 eine zweiachsige Erweiterung an der Gartenseite nach Osten hin durch Rudolf Zapfe. Das zweigeschossige Gebäude mit ausgebautem mit Gauben besetzten Dachgeschoss ist vollständig unterkellert. Unter den Mansarddach befindet sich ein Konsolenband. Der Bausteinbau ist mit glatten Werksteinplatten verkleidet und in seiner Gestaltung typisch für die Weimarer Villenarchitektur dieser Zeit. Der Baukörper ist würfelförmig. Die Anbauten wie der seitliche Eingang an der Nordseite mit gläsern überdachter Freitreppe und Risalite ändern am Grundmuster nichts. Das Gebäude ist um die Breite des Vorgartens von der Straßenflucht zurückgesetzt. An der Westseite befindet sich ein Austritt und an der Südseite eine Loggia mit Eisenträgern und Brüstungen und Zwickelfüllungen. Der Sockel weist Zyklopenmauerwerk mit Bruchsteinplatten auf. Die Wandflächen oberhalb des umlaufenden Sockelgesimses sind mit hellem Muschelkalk verkleidet. Die Architekturgliederungen wie Fenstergewände Portallaibungen besteht aus rotem Sandstein, vermutlich Tonndorfer Sandstein. Der Zustand des Gebäudes blieb weitgehend unverändert und seine räumliche Struktur und Ausstattung ist noch so wie in der Erbauungszeit. Im Haus wohnte der Entomologe und Hauptmann Eduard von Bodemeyer (1854–1918). Dessen Sohn Bodo von Bodemeyer (1883–1929) absolvierte entomologische Reisen u. a. nach Kleinasien.